# Liste der Baudenkmale in Bückeburg
In der Liste der Baudenkmale in Bückeburg sind die Baudenkmale der niedersächsischen Stadt Bückeburg und ihrer Ortsteile aufgelistet. Quelle ist der Denkmalatlas Niedersachsen. Der Stand der Liste ist der 30. Mai 2020.

## Allgemein
In den Spalten befinden sich folgende Informationen:
- Lage: die Adresse des Baudenkmales und die geographischen Koordinaten. Kartenansicht, um Koordinaten zu setzen. In der Kartenansicht sind Baudenkmale ohne Koordinaten mit einem roten Marker dargestellt und können in der Karte gesetzt werden. Baudenkmale ohne Bild sind mit einem blauen Marker gekennzeichnet, Baudenkmale mit Bild mit einem grünen Marker.
- Bezeichnung: Bezeichnung des Baudenkmales
- Beschreibung: die Beschreibung des Baudenkmales. Unter § 3 Abs. 2 NDSchG werden Einzeldenkmale und unter § 3 Abs. 3 NDSchG Gruppen baulicher Anlagen und deren Bestandteile ausgewiesen.
- ID: die Objekt-ID des Baudenkmales
- Bild: ein Bild des Baudenkmales, ggf. zusätzlich mit einem Link zu weiteren Fotos des Baudenkmals im Medienarchiv Wikimedia Commons. Wenn man auf das Kamerasymbol klickt, können Fotos zu Baudenkmalen aus dieser Liste hochgeladen werden:

## Achum
| Lage                                        | Bezeichnung              | Beschreibung        | ID       | Bild |
| ------------------------------------------- | ------------------------ | ------------------- | -------- | ---- |
| Nordtorstraße 2 52° 17′ 17″ N, 9° 5′ 2″ O   | Scheune                  |                     | 36818051 | BW   |
| Nordtorstraße 16 52° 17′ 16″ N, 9° 4′ 58″ O | Wohn-/Wirtschaftsgebäude |                     | 36818002 | BW   |
| Nordtorstraße 18 52° 17′ 14″ N, 9° 5′ 0″ O  | Wohn-/Wirtschaftsgebäude | ehemalige Leibzucht | 36817982 | BW   |
| Postweg 52° 17′ 9″ N, 9° 5′ 3″ O            | Kreuzstein               | Schneiderstein      | 36817962 | BW   |

## Bergdorf
| Lage                                      | Bezeichnung              | Beschreibung         | ID       | Bild |
| ----------------------------------------- | ------------------------ | -------------------- | -------- | ---- |
| Harrl 52° 14′ 48″ N, 9° 4′ 40″ O          | Turm (Bauwerk)           | Idaturm              | 36824295 |      |
| Harrl 2 52° 15′ 17″ N, 9° 3′ 38″ O        | Forsthaus                | Forsthaus Heinemeyer | 36824274 |      |
| Harrl 3 52° 15′ 9″ N, 9° 4′ 14″ O         | Wohnhaus                 |                      | 36817921 | BW   |
| Tiefe Straße 8 52° 15′ 15″ N, 9° 4′ 16″ O | Wohn-/Wirtschaftsgebäude | ehemalige Leibzucht  | 36817900 | BW   |

## Bückeburg
| Lage                                                                              | Bezeichnung                                                                           | Beschreibung                                                                            | ID       | Bild           |
| --------------------------------------------------------------------------------- | ------------------------------------------------------------------------------------- | --------------------------------------------------------------------------------------- | -------- | -------------- |
| Am Bahnhof 52° 16′ 3″ N, 9° 2′ 54″ O                                              | Bahnhofsgebäude Am Bahnhof 1                                                          | Baudenkmalgruppe                                                                        | 36800076 |                |
| Am Bahnhof 1 52° 16′ 4″ N, 9° 2′ 56″ O                                            | Postamt (Bauwerk). (Baudenkmalgruppe: Bahnhofsgebäude Am Bahnhof 1)                   | Bahnhof Bückeburg                                                                       | 36825467 |                |
| Am Bahnhof 2 a 52° 16′ 5″ N, 9° 3′ 0″ O                                           | Werkstatt. (Baudenkmalgruppe: Bahnhofsgebäude Am Bahnhof 1)                           | Bahnhof Bückeburg                                                                       | 36825922 |                |
| Am Bahnhof 6 52° 16′ 2″ N, 9° 2′ 45″ O                                            | Güterschuppen. (Baudenkmalgruppe: Bahnhofsgebäude Am Bahnhof 1)                       | Bahnhof Bückeburg                                                                       | 36825489 |                |
| Am Bahnhof 7 52° 16′ 3″ N, 9° 2′ 51″ O                                            | Empfangsgebäude. (Baudenkmalgruppe: Bahnhofsgebäude Am Bahnhof 1)                     | Bahnhof Bückeburg                                                                       | 36825514 | Weitere Bilder |
| Am Oberstenhof 2 52° 15′ 41″ N, 9° 2′ 39″ O                                       | Wohnhaus                                                                              | ehemaliger Burgmannshof                                                                 | 36825446 | BW             |
| Am Palaisgarten, Herminenstraße 52° 15′ 26″ N, 9° 3′ 3″ O                         | Wohnhäuser Am Palaisgarten Herminenstraße                                             | Baudenkmalgruppe                                                                        | 36800091 | BW             |
| Am Palaisgarten 2 52° 15′ 26″ N, 9° 3′ 4″ O                                       | Wohnhaus. (Baudenkmalgruppe: Wohnhäuser Am Palaisgarten Herminenstraße)               |                                                                                         | 36825424 |                |
| Herminenstraße 24 52° 15′ 25″ N, 9° 3′ 8″ O                                       | Wohnhaus. (Baudenkmalgruppe: Wohnhäuser Am Palaisgarten Herminenstraße)               |                                                                                         | 36823268 |                |
| Herminenstraße 25 52° 15′ 26″ N, 9° 3′ 6″ O                                       | Wohnhaus. (Baudenkmalgruppe: Wohnhäuser Am Palaisgarten Herminenstraße)               |                                                                                         | 36823248 |                |
| Herminenstraße 27 52° 15′ 27″ N, 9° 3′ 5″ O                                       | Wohnhaus. (Baudenkmalgruppe: Wohnhäuser Am Palaisgarten Herminenstraße)               |                                                                                         | 36823226 | BW             |
| Herminenstraße 27 52° 15′ 27″ N, 9° 3′ 4″ O                                       | Gartenhaus. (Baudenkmalgruppe: Wohnhäuser Am Palaisgarten Herminenstraße)             |                                                                                         | 38060474 |                |
| Herminenstraße 28 52° 15′ 27″ N, 9° 3′ 4″ O                                       | Wohnhaus. (Baudenkmalgruppe: Wohnhäuser Am Palaisgarten Herminenstraße)               |                                                                                         | 36823204 |                |
| Herminenstraße 29 52° 15′ 27″ N, 9° 3′ 2″ O                                       | Wohnhaus. (Baudenkmalgruppe: Wohnhäuser Am Palaisgarten Herminenstraße)               |                                                                                         | 36823182 |                |
| Am Zollbrett 3 52° 15′ 58″ N, 9° 3′ 50″ O                                         | Wohn-/Wirtschaftsgebäude                                                              |                                                                                         | 36825403 |                |
| Bahnhofsvorplatz 52° 16′ 2″ N, 9° 2′ 52″ O                                        | Kriegerdenkmal                                                                        | Bückeburgia                                                                             | 36824927 |                |
| Bahnhofstraße 5 a 52° 15′ 43″ N, 9° 2′ 46″ O                                      | Wohnhaus                                                                              |                                                                                         | 36825337 |                |
| Bahnhofstraße 6 52° 15′ 43″ N, 9° 2′ 46″ O                                        | Bank (Geldinstitut)                                                                   |                                                                                         | 36825311 |                |
| Bahnhofstraße 8 52° 15′ 45″ N, 9° 2′ 46″ O                                        | Postamt (Bauwerk)                                                                     |                                                                                         | 36825291 |                |
| Bahnhofstraße 10 52° 15′ 49″ N, 9° 2′ 47″ O                                       | Wohnhaus                                                                              |                                                                                         | 36825271 |                |
| Bahnhofstraße 11 52° 15′ 50″ N, 9° 2′ 47″ O                                       | Wohnhaus                                                                              |                                                                                         | 36825251 |                |
| Bahnhofstraße 11 a 52° 15′ 50″ N, 9° 2′ 47″ O                                     | Wohnhaus                                                                              |                                                                                         | 36825232 |                |
| Bahnhofstraße 11 b 52° 15′ 51″ N, 9° 2′ 47″ O                                     | Kirche (Bauwerk)                                                                      |                                                                                         | 36825212 |                |
| Bahnhofstraße 12 52° 15′ 51″ N, 9° 2′ 48″ O                                       | Wohnhaus                                                                              |                                                                                         | 36825192 |                |
| Bahnhofstraße 16 52° 16′ 0″ N, 9° 2′ 50″ O                                        | Wohnhaus                                                                              |                                                                                         | 36825172 |                |
| Bahnhofstraße 18 52° 16′ 0″ N, 9° 2′ 52″ O                                        | Hotel                                                                                 | Staatshochbauamt                                                                        | 36825153 |                |
| Bahnhofstraße 22 b 52° 15′ 53″ N, 9° 2′ 50″ O                                     | Wohnhaus                                                                              | Villa Fluminense                                                                        | 36825133 |                |
| Bahnhofstraße 24 52° 15′ 50″ N, 9° 2′ 49″ O                                       | Wohnhaus                                                                              |                                                                                         | 36825113 |                |
| Bahnhofstraße 25 52° 15′ 49″ N, 9° 2′ 49″ O                                       | Wohnhaus                                                                              |                                                                                         | 36825093 |                |
| Bahnhofstraße 27 52° 15′ 46″ N, 9° 2′ 48″ O                                       | Wohnhaus                                                                              |                                                                                         | 36825073 |                |
| Bahnhofstraße 29 52° 15′ 45″ N, 9° 2′ 48″ O                                       | Wohnhaus                                                                              |                                                                                         | 36825053 |                |
| Bahnhofstraße 30 52° 15′ 44″ N, 9° 2′ 48″ O                                       | Wohnhaus                                                                              |                                                                                         | 36825053 |                |
| Bahnhofstraße 31 52° 15′ 43″ N, 9° 2′ 47″ O                                       | Wohnhaus                                                                              | Doppelwohnhaus                                                                          | 36825012 |                |
| Bahnhofstraße 32 52° 15′ 42″ N, 9° 2′ 47″ O                                       | Wohnhaus                                                                              | Doppelwohnhaus                                                                          | 36824991 |                |
| Bahnhofstraße 33 52° 15′ 42″ N, 9° 2′ 47″ O                                       | Synagoge                                                                              | Alte Synagoge Bückeburg                                                                 | 36824971 | Weitere Bilder |
| Birkenallee 52° 15′ 16″ N, 9° 3′ 22″ O                                            | Wasserbehälter                                                                        |                                                                                         | 36824907 |                |
| Birkenallee 52° 15′ 15″ N, 9° 3′ 24″ O                                            | Gedenkstätte                                                                          | Kriegerdenkmal von 1813                                                                 | 36824886 |                |
| Birkenallee 52° 15′ 15″ N, 9° 3′ 28″ O                                            | Friedhof                                                                              | Jüdischer Friedhof Bückeburg                                                            | 36824862 | Weitere Bilder |
| Braustraße 1 52° 15′ 38″ N, 9° 2′ 53″ O                                           | Gaststätte                                                                            |                                                                                         | 36824842 | BW             |
| Braustraße 4 52° 15′ 40″ N, 9° 2′ 53″ O                                           | Wohn-/Geschäftshaus                                                                   |                                                                                         | 36824822 | BW             |
| Braustraße 6 52° 15′ 41″ N, 9° 2′ 54″ O                                           | Wohn-/Geschäftshaus                                                                   |                                                                                         | 36824802 |                |
| Bückeburg 52° 15′ 58″ N, 9° 2′ 57″ O                                              | Wohnanlage Fauststr./Scharnh. Str.                                                    | Baudenkmalgruppe                                                                        | 36800106 | BW             |
| Fauststraße 7 52° 15′ 58″ N, 9° 2′ 58″ O                                          | Wohnhaus. (Baudenkmalgruppe: Wohnanlage Fauststr./Scharnh. Str.)                      |                                                                                         | 36824780 | BW             |
| Scharnhorststraße 25 52° 15′ 58″ N, 9° 2′ 57″ O                                   | Wohnhaus. (Baudenkmalgruppe: Wohnanlage Fauststr./Scharnh. Str.)                      |                                                                                         | 36821174 | BW             |
| Scharnhorststraße 24 52° 15′ 58″ N, 9° 2′ 56″ O                                   | Wohnhaus. (Baudenkmalgruppe: Wohnanlage Fauststr./Scharnh. Str.)                      |                                                                                         | 36821196 | BW             |
| Friedrich-Bach-Straße 13 A 52° 15′ 54″ N, 9° 2′ 29″ O                             | Einfriedung                                                                           |                                                                                         | 36826310 | BW             |
| Friedrich-Bach-Straße 13 A 52° 15′ 52″ N, 9° 2′ 28″ O                             | Wirtschaftsgebäude                                                                    |                                                                                         | 36824692 | BW             |
| Friedrich-Bach-Straße/Friedhof 52° 15′ 57″ N, 9° 2′ 33″ O                         | Kriegerdenkmal                                                                        |                                                                                         | 36824649 | BW             |
| Friedrich-Bach-Straße 29 52° 15′ 42″ N, 9° 2′ 30″ O                               | Wohnhäuser Friedr.-Bach-Str.29 u.a.                                                   | Baudenkmalgruppe                                                                        | 36800120 | BW             |
| Friedrich-Bach-Straße 29 52° 15′ 46″ N, 9° 2′ 33″ O                               | Wohnhaus. (Baudenkmalgruppe: Wohnhäuser Friedr.-Bach-Str.29 u.a.)                     |                                                                                         | 36824670 | BW             |
| Schloßgartenstraße 5 52° 15′ 46″ N, 9° 2′ 34″ O                                   | Mauer. (Baudenkmalgruppe: Wohnhäuser Friedr.-Bach-Str.29 u.a.)                        |                                                                                         | 36820975 | BW             |
| Schwieringweg 1 52° 15′ 43″ N, 9° 2′ 31″ O                                        | Wohnhaus. (Baudenkmalgruppe: Wohnhäuser Friedr.-Bach-Str.29 u.a.)                     |                                                                                         | 36820732 | BW             |
| Schloßgartenstraße 4 52° 15′ 40″ N, 9° 2′ 32″ O                                   | Wohnhaus. (Baudenkmalgruppe: Wohnhäuser Friedr.-Bach-Str.29 u.a.)                     |                                                                                         | 36820998 | BW             |
| Schloßgartenstraße 2 52° 15′ 40″ N, 9° 2′ 34″ O                                   | Wohnhaus. (Baudenkmalgruppe: Wohnhäuser Friedr.-Bach-Str.29 u.a.)                     |                                                                                         | 36821022 | BW             |
| Schloßgartenstraße 1 52° 15′ 39″ N, 9° 2′ 35″ O                                   | Wohnhaus. (Baudenkmalgruppe: Wohnhäuser Friedr.-Bach-Str.29 u.a.)                     |                                                                                         | 36821067 | BW             |
| Friedrich-Bach-Straße/Petzer Straße/Schloßgartenstraße 52° 15′ 40″ N, 9° 2′ 30″ O | Bärenstein                                                                            | Berlinstein                                                                             | 44210852 | BW             |
| Friedrich-Bach-Straße 1 52° 15′ 40″ N, 9° 2′ 27″ O                                | Musikschule                                                                           | Verwaltungsgebäude                                                                      | 36824734 | BW             |
| Bückeburg 52° 15′ 28″ N, 9° 3′ 24″ O                                              | Wohnhäuser Fürst-Ernst-Straße, Lülingstraße                                           | Baudenkmalgruppe                                                                        | 36800135 |                |
| Lülingstraße 11 52° 15′ 28″ N, 9° 3′ 25″ O                                        | Wohnhaus. (Baudenkmalgruppe: Wohnhäuser Fürst-Ernst-Straße, Lülingstraße)             |                                                                                         | 36822258 |                |
| Lülingstraße 12 52° 15′ 29″ N, 9° 3′ 24″ O                                        | Wohnhaus. (Baudenkmalgruppe: Wohnhäuser Fürst-Ernst-Straße, Lülingstraße)             |                                                                                         | 36821796 |                |
| Lülingstraße 13 52° 15′ 30″ N, 9° 3′ 24″ O                                        | Wohnhaus. (Baudenkmalgruppe: Wohnhäuser Fürst-Ernst-Straße, Lülingstraße)             |                                                                                         | 36821766 |                |
| Fürst-Ernst-Straße 33 52° 15′ 27″ N, 9° 3′ 23″ O                                  | Wohnhaus. (Baudenkmalgruppe: Wohnhäuser Fürst-Ernst-Straße, Lülingstraße)             |                                                                                         | 36824627 |                |
| Lülingstraße 4 52° 15′ 29″ N, 9° 3′ 22″ O                                         | Wohnhaus. (Baudenkmalgruppe: Wohnhäuser Fürst-Ernst-Straße, Lülingstraße)             |                                                                                         | 36822324 |                |
| Lülingstraße 3 52° 15′ 30″ N, 9° 3′ 22″ O                                         | Wohnhaus. (Baudenkmalgruppe: Wohnhäuser Fürst-Ernst-Straße, Lülingstraße)             |                                                                                         | 36822346 |                |
| Lülingstraße 2 52° 15′ 31″ N, 9° 3′ 22″ O                                         | Wohnhaus. (Baudenkmalgruppe: Wohnhäuser Fürst-Ernst-Straße, Lülingstraße)             |                                                                                         | 36822368 |                |
| Bückeburg 52° 15′ 29″ N, 9° 3′ 15″ O                                              | Wohnhäuser Fürst-Ernst-Straße/Ulmenallee                                              | Baudenkmalgruppe                                                                        | 36800149 |                |
| Ulmenallee 16 52° 15′ 33″ N, 9° 3′ 20″ O                                          | Wohnhaus. (Baudenkmalgruppe: Wohnhäuser Fürst-Ernst-Straße/Ulmenallee)                |                                                                                         | 36820159 |                |
| Ulmenallee 17 52° 15′ 32″ N, 9° 3′ 20″ O                                          | Wohnhaus. (Baudenkmalgruppe: Wohnhäuser Fürst-Ernst-Straße/Ulmenallee)                |                                                                                         | 36820137 |                |
| Ulmenallee 18 52° 15′ 31″ N, 9° 3′ 19″ O                                          | Wohnhaus. (Baudenkmalgruppe: Wohnhäuser Fürst-Ernst-Straße/Ulmenallee)                |                                                                                         | 36820115 |                |
| Ulmenallee 19 52° 15′ 30″ N, 9° 3′ 19″ O                                          | Wohnhaus. (Baudenkmalgruppe: Wohnhäuser Fürst-Ernst-Straße/Ulmenallee)                |                                                                                         | 36820093 |                |
| Ulmenallee 20 52° 15′ 30″ N, 9° 3′ 18″ O                                          | Wohnhaus. (Baudenkmalgruppe: Wohnhäuser Fürst-Ernst-Straße/Ulmenallee)                |                                                                                         | 36820071 |                |
| Ulmenallee 21 52° 15′ 29″ N, 9° 3′ 17″ O                                          | Wohnhaus. (Baudenkmalgruppe: Wohnhäuser Fürst-Ernst-Straße/Ulmenallee)                |                                                                                         | 36820049 |                |
| Fürst-Ernst-Straße 38 52° 15′ 29″ N, 9° 3′ 16″ O                                  | Wohnhaus. (Baudenkmalgruppe: Wohnhäuser Fürst-Ernst-Straße/Ulmenallee)                |                                                                                         | 36824605 |                |
| Ulmenallee 22 52° 15′ 28″ N, 9° 3′ 16″ O                                          | Wohnhaus. (Baudenkmalgruppe: Wohnhäuser Fürst-Ernst-Straße/Ulmenallee)                |                                                                                         | 36820027 |                |
| Ulmenallee 23 52° 15′ 28″ N, 9° 3′ 15″ O                                          | Wohnhaus. (Baudenkmalgruppe: Wohnhäuser Fürst-Ernst-Straße/Ulmenallee)                |                                                                                         | 36820001 |                |
| Ulmenallee 24 52° 15′ 27″ N, 9° 3′ 14″ O                                          | Wohnhaus. (Baudenkmalgruppe: Wohnhäuser Fürst-Ernst-Straße/Ulmenallee)                |                                                                                         | 36819977 |                |
| Ulmenallee 2 52° 15′ 29″ N, 9° 3′ 13″ O                                           | Wohnhaus. (Baudenkmalgruppe: Wohnhäuser Fürst-Ernst-Straße/Ulmenallee)                |                                                                                         | 36820431 |                |
| Fürst-Ernst-Straße 39 52° 15′ 29″ N, 9° 3′ 14″ O                                  | Wohnhaus. (Baudenkmalgruppe: Wohnhäuser Fürst-Ernst-Straße/Ulmenallee)                |                                                                                         | 36824583 |                |
| Georgstraße 2 52° 15′ 28″ N, 9° 2′ 54″ O                                          | Wohnhaus                                                                              |                                                                                         | 36824563 |                |
| Georgstraße 3 52° 15′ 27″ N, 9° 2′ 55″ O                                          | Wohnhaus                                                                              |                                                                                         | 36824543 |                |
| Georgstraße 3 a 52° 15′ 26″ N, 9° 2′ 55″ O                                        | Wohnhaus                                                                              |                                                                                         | 36824522 | BW             |
| Georgstraße 3 a 52° 15′ 26″ N, 9° 2′ 54″ O                                        | Nebengebäude                                                                          |                                                                                         | 36826289 |                |
| Georgstraße 5 52° 15′ 23″ N, 9° 2′ 55″ O                                          | Villa                                                                                 | Villa von Strauß                                                                        | 36824501 |                |
| Georgstraße 6 52° 15′ 21″ N, 9° 2′ 57″ O                                          | Wohnhaus                                                                              |                                                                                         | 36824481 |                |
| Georgstraße 7 52° 15′ 17″ N, 9° 2′ 58″ O                                          | Wohnhaus                                                                              | Musikschule                                                                             | 36824461 |                |
| Georgstraße 9 52° 15′ 13″ N, 9° 3′ 0″ O                                           | Wohnhaus                                                                              |                                                                                         | 36824441 |                |
| Georgstraße 19 52° 15′ 14″ N, 9° 3′ 3″ O                                          | Wohnhaus                                                                              |                                                                                         | 36824421 |                |
| Georgstraße 20 52° 15′ 15″ N, 9° 3′ 2″ O                                          | Wohnhaus                                                                              |                                                                                         | 36824401 |                |
| Georgstraße 21 52° 15′ 17″ N, 9° 3′ 1″ O                                          | Wohnhaus                                                                              |                                                                                         | 36824381 |                |
| Georgstraße 22 52° 15′ 19″ N, 9° 3′ 0″ O                                          | Wohnhaus                                                                              |                                                                                         | 36824361 |                |
| Georgstraße 23 52° 15′ 20″ N, 9° 3′ 0″ O                                          | Wohnhaus                                                                              |                                                                                         | 36824341 |                |
| Georgstraße 52° 15′ 23″ N, 9° 3′ 3″ O                                             | ehem. Orangeriegebäude, Georgstr.                                                     | Baudenkmalgruppe                                                                        | 36800163 | BW             |
| Herminenstraße 23 a 52° 15′ 22″ N, 9° 3′ 7″ O                                     | Palais. (Baudenkmalgruppe: ehem. Orangeriegebäude, Georgstr.)                         | Palais Bückeburg                                                                        | 36823290 |                |
| Georgstraße 24 52° 15′ 25″ N, 9° 2′ 59″ O                                         | Orangerie. (Baudenkmalgruppe: ehem. Orangeriegebäude, Georgstr.)                      |                                                                                         | 36824316 |                |
| Georgstraße 24 52° 15′ 23″ N, 9° 3′ 3″ O                                          | Park. (Baudenkmalgruppe: ehem. Orangeriegebäude, Georgstr.)                           |                                                                                         | 36826015 |                |
| Harrler Trift 4 52° 14′ 29″ N, 9° 3′ 57″ O                                        | Wohn-/Wirtschaftsgebäude                                                              |                                                                                         | 36819626 | BW             |
| Harrler Trift 4 52° 14′ 29″ N, 9° 3′ 57″ O                                        | Nebengebäude                                                                          |                                                                                         | 36826037 | BW             |
| Harrler Trift 4 52° 14′ 29″ N, 9° 3′ 58″ O                                        | Nebengebäude                                                                          |                                                                                         | 36819606 | BW             |
| Herderstraße 11 52° 15′ 33″ N, 9° 3′ 6″ O                                         | Wohnhaus                                                                              | Doppelwohnhaus                                                                          | 36824253 |                |
| Herderstraße 12 52° 15′ 33″ N, 9° 3′ 5″ O                                         | Wohnhaus                                                                              | Doppelwohnhaus, diese Gebäudehälfte ist im August 2022 nicht als Baudenkmal ausgewiesen | 36824232 |                |
| Herderstraße 17 52° 15′ 32″ N, 9° 3′ 1″ O                                         | Wohnhaus                                                                              |                                                                                         | 36824212 |                |
| Herderstraße 19 52° 15′ 32″ N, 9° 3′ 0″ O                                         | Wohnhaus                                                                              |                                                                                         | 36824192 |                |
| Herderstraße 20 52° 15′ 32″ N, 9° 2′ 59″ O                                        | Wohnhaus                                                                              |                                                                                         | 36824172 |                |
| Herderstraße 21 52° 15′ 32″ N, 9° 2′ 59″ O                                        | Wohnhaus                                                                              |                                                                                         | 36824152 |                |
| Herderstraße 24 52° 15′ 32″ N, 9° 2′ 57″ O                                        | Wohnhaus                                                                              |                                                                                         | 36824132 |                |
| Herderstraße 27 52° 15′ 33″ N, 9° 3′ 0″ O                                         | ehemalige Oberpfarre, Herderstraße 27/27a                                             | Baudenkmalgruppe                                                                        | 36800178 |                |
| Herderstraße 27 A 52° 15′ 33″ N, 9° 2′ 59″ O                                      | Pfarrhaus. (Baudenkmalgruppe: ehemalige Oberpfarre, Herderstraße 27/27a)              | ehemalige Oberpfarre                                                                    | 43714415 |                |
| Herderstraße 27 52° 15′ 33″ N, 9° 3′ 0″ O                                         | Pfarrhaus. (Baudenkmalgruppe: ehemalige Oberpfarre, Herderstraße 27/27a)              | ehemalige Oberpfarre                                                                    | 36824090 |                |
| Herderstraße 35 52° 15′ 35″ N, 9° 3′ 6″ O                                         | Gebäude                                                                               | Bücherei/Begegnungsstätte                                                               | 36824068 |                |
| Herderstraße 52° 15′ 37″ N, 9° 3′ 8″ O                                            | Wohnhäuser Herderstraße 38 - 44                                                       | Baudenkmalgruppe                                                                        | 36800192 |                |
| Herderstraße 38 52° 15′ 36″ N, 9° 3′ 8″ O                                         | Wohnhaus. (Baudenkmalgruppe: Wohnhäuser Herderstraße 38 - 44)                         |                                                                                         | 36824046 |                |
| Herderstraße 39 52° 15′ 36″ N, 9° 3′ 8″ O                                         | Wohnhaus. (Baudenkmalgruppe: Wohnhäuser Herderstraße 38 - 44)                         |                                                                                         | 36824024 |                |
| Herderstraße 41 52° 15′ 37″ N, 9° 3′ 9″ O                                         | Wohnhaus. (Baudenkmalgruppe: Wohnhäuser Herderstraße 38 - 44)                         |                                                                                         | 36823980 |                |
| Herderstraße 42 52° 15′ 37″ N, 9° 3′ 9″ O                                         | Wohnhaus. (Baudenkmalgruppe: Wohnhäuser Herderstraße 38 - 44)                         |                                                                                         | 36823958 |                |
| Herderstraße 43 52° 15′ 37″ N, 9° 3′ 9″ O                                         | Wohnhaus. (Baudenkmalgruppe: Wohnhäuser Herderstraße 38 - 44)                         |                                                                                         | 36823936 |                |
| Herderstraße 44 52° 15′ 38″ N, 9° 3′ 10″ O                                        | Wohnhaus. (Baudenkmalgruppe: Wohnhäuser Herderstraße 38 - 44)                         |                                                                                         | 36823914 | BW             |
| Herminenstraße 52° 15′ 30″ N, 9° 3′ 0″ O                                          | Wohnhäuser Herminenstraße 1 - 11                                                      | Baudenkmalgruppe                                                                        | 36800206 | BW             |
| Herminenstraße 1 52° 15′ 30″ N, 9° 2′ 56″ O                                       | Doppelwohnhaus. (Baudenkmalgruppe: Wohnhäuser Herminenstraße 1 - 11)                  |                                                                                         | 36823892 |                |
| Herminenstraße 2 52° 15′ 30″ N, 9° 2′ 56″ O                                       | Doppelwohnhaus. (Baudenkmalgruppe: Wohnhäuser Herminenstraße 1 - 11)                  |                                                                                         | 36823870 |                |
| Herminenstraße 3 52° 15′ 30″ N, 9° 2′ 57″ O                                       | Wohnhaus. (Baudenkmalgruppe: Wohnhäuser Herminenstraße 1 - 11)                        |                                                                                         | 36823848 |                |
| Herminenstraße 4 52° 15′ 29″ N, 9° 2′ 58″ O                                       | Wohnhaus. (Baudenkmalgruppe: Wohnhäuser Herminenstraße 1 - 11)                        |                                                                                         | 36823826 | BW             |
| Herminenstraße 5 52° 15′ 29″ N, 9° 2′ 59″ O                                       | Wohnhaus. (Baudenkmalgruppe: Wohnhäuser Herminenstraße 1 - 11)                        |                                                                                         | 36823804 |                |
| Herminenstraße 7 52° 15′ 29″ N, 9° 3′ 0″ O                                        | Wohnhaus. (Baudenkmalgruppe: Wohnhäuser Herminenstraße 1 - 11)                        |                                                                                         | 36823757 | BW             |
| Herminenstraße 8 52° 15′ 29″ N, 9° 3′ 1″ O                                        | Wohnhaus. (Baudenkmalgruppe: Wohnhäuser Herminenstraße 1 - 11)                        |                                                                                         | 36823735 |                |
| Herminenstraße 9 52° 15′ 29″ N, 9° 3′ 3″ O                                        | Wohnhaus. (Baudenkmalgruppe: Wohnhäuser Herminenstraße 1 - 11)                        |                                                                                         | 36823713 |                |
| Herminenstraße 10 52° 15′ 28″ N, 9° 3′ 5″ O                                       | Wohnhaus. (Baudenkmalgruppe: Wohnhäuser Herminenstraße 1 - 11)                        |                                                                                         | 36823691 | BW             |
| Herminenstraße 15 a 52° 15′ 24″ N, 9° 3′ 16″ O                                    | Villa                                                                                 |                                                                                         | 36823626 |                |
| Herminenstraße 16 52° 15′ 24″ N, 9° 3′ 17″ O                                      | Wohnhaus                                                                              |                                                                                         | 36823606 |                |
| Herminenstraße 16 a 52° 15′ 24″ N, 9° 3′ 19″ O                                    | Wohnhaus                                                                              |                                                                                         | 36823586 |                |
| Herminenstraße 17 52° 15′ 24″ N, 9° 3′ 20″ O                                      | Wohnhaus                                                                              | Doppelwohnhaus                                                                          | 36823565 |                |
| Herminenstraße 17 a 52° 15′ 24″ N, 9° 3′ 21″ O                                    | Wohnhaus                                                                              | Doppelwohnhaus                                                                          | 36823540 |                |
| Herminenstraße 17 b 52° 15′ 23″ N, 9° 3′ 22″ O                                    | Villa                                                                                 |                                                                                         | 36823516 |                |
| Herminenstraße 17 c 52° 15′ 23″ N, 9° 3′ 23″ O                                    | Wohnhaus                                                                              |                                                                                         | 36823496 |                |
| Herminenstraße 17 e 52° 15′ 22″ N, 9° 3′ 29″ O                                    | Wohnhaus                                                                              |                                                                                         | 36823454 |                |
| Lülingstraße 52° 15′ 23″ N, 9° 3′ 26″ O                                           | Wohnhäuser Herminenstraße/Lülingstraße                                                | Baudenkmalgruppe                                                                        | 36800220 |                |
| Herminenstraße 17 d 52° 15′ 23″ N, 9° 3′ 27″ O                                    | Wohnhaus. (Baudenkmalgruppe: Wohnhäuser Herminenstraße/Lülingstraße)                  |                                                                                         | 36823474 |                |
| Lülingstraße 6 52° 15′ 24″ N, 9° 3′ 26″ O                                         | Wohnhaus. (Baudenkmalgruppe: Wohnhäuser Herminenstraße/Lülingstraße)                  |                                                                                         | 36822302 |                |
| Lülingstraße 7 52° 15′ 24″ N, 9° 3′ 25″ O                                         | Wohnhaus. (Baudenkmalgruppe: Wohnhäuser Herminenstraße/Lülingstraße)                  |                                                                                         | 36822280 |                |
| Herminenstraße 18 52° 15′ 20″ N, 9° 3′ 27″ O                                      | Herminenstraße 18,18b                                                                 | Baudenkmalgruppe                                                                        | 36800234 |                |
| Herminenstraße 18 52° 15′ 19″ N, 9° 3′ 28″ O                                      | Villa. (Baudenkmalgruppe: Herminenstraße 18,18b)                                      | Wohnheim Blindow-Schule / med. techn. u. pharm. Ausbildungsstätte                       | 36823422 |                |
| Herminenstraße 18 52° 15′ 19″ N, 9° 3′ 26″ O                                      | Garten. (Baudenkmalgruppe: Herminenstraße 18,18b)                                     | Villa Harrl                                                                             | 36826132 |                |
| Herminenstraße 18 b 52° 15′ 22″ N, 9° 3′ 25″ O                                    | Wohnhaus. (Baudenkmalgruppe: Herminenstraße 18,18b)                                   |                                                                                         | 36823397 |                |
| Herminenstraße 19 52° 15′ 22″ N, 9° 3′ 20″ O                                      | Wohnhaus Herminenstraße 19                                                            | Baudenkmalgruppe                                                                        | 36800249 | BW             |
| Herminenstraße 19 52° 15′ 22″ N, 9° 3′ 20″ O                                      | Wohnhaus. (Baudenkmalgruppe: Wohnhaus Herminenstraße 19)                              |                                                                                         | 36823375 | BW             |
| Herminenstraße 19 A 52° 15′ 22″ N, 9° 3′ 19″ O                                    | Nebengebäude. (Baudenkmalgruppe: Wohnhaus Herminenstraße 19)                          |                                                                                         | 40996519 |                |
| Herminenstraße 22 52° 15′ 24″ N, 9° 3′ 13″ O                                      | Wohnhaus                                                                              | Doppelwohnhaus                                                                          | 36823342 | BW             |
| Herminenstraße 23 52° 15′ 24″ N, 9° 3′ 12″ O                                      | Wohnhaus                                                                              | Doppelwohnhaus                                                                          | 36823321 | BW             |
| Herminenstraße 30 52° 15′ 28″ N, 9° 3′ 0″ O                                       | Wohnhaus                                                                              |                                                                                         | 36823162 |                |
| Herminenstraße 31 52° 15′ 28″ N, 9° 2′ 59″ O                                      | Gerichtsgebäude                                                                       | Landgericht                                                                             | 36823141 | Weitere Bilder |
| Herminenstraße 32 52° 15′ 28″ N, 9° 2′ 56″ O                                      | Wohnhaus                                                                              |                                                                                         | 36823121 | BW             |
| Im Winkel 4 52° 15′ 51″ N, 9° 3′ 25″ O                                            | Wohn-/Wirtschaftsgebäude                                                              |                                                                                         | 36823076 |                |
| Jahnstraße 52° 15′ 54″ N, 9° 2′ 10″ O                                             | Gedenkstätte                                                                          | Gedenkstein                                                                             | 36823055 | BW             |
| Jetenburger Straße 52° 15′ 55″ N, 9° 3′ 9″ O                                      | Kirche Jetenburger Straße                                                             | Baudenkmalgruppe                                                                        | 36800061 |                |
| Jetenburger Straße 52° 15′ 55″ N, 9° 3′ 10″ O                                     | Kirche (Bauwerk). (Baudenkmalgruppe: Kirche Jetenburger Straße)                       | Jetenburger Kirche                                                                      | 36823032 |                |
| Jetenburger Straße 52° 15′ 55″ N, 9° 3′ 6″ O                                      | Kriegerehrenmal. (Baudenkmalgruppe: Kirche Jetenburger Straße)                        |                                                                                         | 36823009 |                |
| Jetenburger Straße 52° 15′ 55″ N, 9° 3′ 9″ O                                      | Kirchhof. (Baudenkmalgruppe: Kirche Jetenburger Straße)                               |                                                                                         | 45789485 |                |
| Jetenburger Straße 9 52° 15′ 57″ N, 9° 3′ 6″ O                                    | Wohnhaus                                                                              |                                                                                         | 36822987 |                |
| Jetenburger Straße 9 52° 15′ 57″ N, 9° 3′ 5″ O                                    | Nebengebäude                                                                          |                                                                                         | 40588967 |                |
| Jetenburger Straße 11 52° 15′ 54″ N, 9° 3′ 14″ O                                  | ehemaliger Meierhof Jetenburger Straße 11                                             | Baudenkmalgruppe                                                                        | 36800279 |                |
| Jetenburger Straße 11 52° 15′ 55″ N, 9° 3′ 13″ O                                  | Hofanlage (Baukomplex). (Baudenkmalgruppe: ehemaliger Meierhof Jetenburger Straße 11) | Ehemaliger herrschaftlicher Meierhof, Leibzucht                                         | 36822963 |                |
| Lange Straße 1 52° 15′ 39″ N, 9° 3′ 9″ O                                          | Wohn-/Geschäftshaus                                                                   |                                                                                         | 36822921 | BW             |
| Lange Straße 1 52° 15′ 39″ N, 9° 3′ 9″ O                                          | Anbau (Gebäudeteil)                                                                   |                                                                                         | 36826269 | BW             |
| Lange Straße 7 52° 15′ 38″ N, 9° 3′ 5″ O                                          | Wohn-/Geschäftshaus                                                                   |                                                                                         | 36822901 | BW             |
| Lange Straße 52° 15′ 37″ N, 9° 3′ 3″ O                                            | Denkmal                                                                               | Herder-Denkmal                                                                          | 36822942 |                |
| Lange Straße 52° 15′ 36″ N, 9° 3′ 2″ O                                            | Kirche (Bauwerk)                                                                      | Bückeburger Stadtkirche                                                                 | 36822456 | Weitere Bilder |
| Lange Straße 10 52° 15′ 37″ N, 9° 3′ 0″ O                                         | Wohn-/Geschäftshaus                                                                   |                                                                                         | 36822881 | BW             |
| Lange Straße 13 52° 15′ 37″ N, 9° 2′ 59″ O                                        | Gaststätte                                                                            | Traditionsgaststätte Zur Falle, in der Hermann Löns Zeitungsartikel redigierte          | 36822861 |                |
| Lange Straße 14 52° 15′ 37″ N, 9° 2′ 58″ O                                        | Wohn-/Geschäftshaus                                                                   |                                                                                         | 36822841 | BW             |
| Lange Straße 15 52° 15′ 37″ N, 9° 2′ 57″ O                                        | Wohn-/Geschäftshaus                                                                   |                                                                                         | 36822820 | BW             |
| Lange Straße 20 52° 15′ 37″ N, 9° 2′ 53″ O                                        | Wohn-/Geschäftshaus                                                                   |                                                                                         | 36822800 | BW             |
| Lange Straße 21 52° 15′ 37″ N, 9° 2′ 52″ O                                        | Casino                                                                                | Wohn-, Geschäftshaus                                                                    | 36822775 | BW             |
| Lange Straße 22 52° 15′ 37″ N, 9° 2′ 52″ O                                        | Hoftor                                                                                | Heimatmuseum                                                                            | 36826057 | BW             |
| Lange Straße 22 52° 15′ 37″ N, 9° 2′ 51″ O                                        | Burgmannshof                                                                          | Museum Bückeburg                                                                        | 36822753 |                |
| Lange Straße 23 52° 15′ 37″ N, 9° 2′ 51″ O                                        | Wohn-/Geschäftshaus                                                                   |                                                                                         | 36822733 | BW             |
| Lange Straße 24 52° 15′ 37″ N, 9° 2′ 50″ O                                        | Wohn-/Geschäftshaus                                                                   |                                                                                         | 36822713 | BW             |
| Lange Straße 52° 15′ 37″ N, 9° 2′ 47″ O                                           | Wohn-, Geschäftshäuser Lange Str. 27-29                                               | Baudenkmalgruppe                                                                        | 36800301 | BW             |
| Lange Straße 27 52° 15′ 37″ N, 9° 2′ 48″ O                                        | Wohn-/Geschäftshaus. (Baudenkmalgruppe: Wohn-, Geschäftshäuser Lange Str. 27-29)      |                                                                                         | 36822691 | BW             |
| Lange Straße 28 52° 15′ 37″ N, 9° 2′ 47″ O                                        | Wohn-/Geschäftshaus. (Baudenkmalgruppe: Wohn-, Geschäftshäuser Lange Str. 27-29)      |                                                                                         | 36822669 | BW             |
| Lange Straße 29 52° 15′ 37″ N, 9° 2′ 47″ O                                        | Wohn-/Geschäftshaus. (Baudenkmalgruppe: Wohn-, Geschäftshäuser Lange Str. 27-29)      |                                                                                         | 36822647 | BW             |
| Lange Straße 31 52° 15′ 38″ N, 9° 2′ 42″ O                                        | Gaststätte                                                                            |                                                                                         | 36822626 | BW             |
| Lange Straße 46 52° 15′ 38″ N, 9° 2′ 48″ O                                        | Wohn-/Geschäftshaus                                                                   |                                                                                         | 36822584 | BW             |
| Lange Straße 46 52° 15′ 38″ N, 9° 2′ 48″ O                                        | Anbau (Gebäudeteil)                                                                   |                                                                                         | 36826207 | BW             |
| Lange Straße 51 52° 15′ 38″ N, 9° 2′ 51″ O                                        | Wohn-/Geschäftshaus                                                                   |                                                                                         | 44853518 | BW             |
| Lange Straße 52 52° 15′ 38″ N, 9° 2′ 51″ O                                        | Wohn-/Geschäftshaus                                                                   |                                                                                         | 36822564 | BW             |
| Lange Straße 53 52° 15′ 38″ N, 9° 2′ 52″ O                                        | Nebengebäude                                                                          |                                                                                         | 36822544 | BW             |
| Lange Straße 55 52° 15′ 38″ N, 9° 2′ 52″ O                                        | Wohn-/Geschäftshaus                                                                   |                                                                                         | 36822517 | BW             |
| Lange Straße 58 52° 15′ 38″ N, 9° 2′ 55″ O                                        | Wohn-/Geschäftshaus                                                                   |                                                                                         | 36822496 | BW             |
| Lange Straße 59 52° 15′ 39″ N, 9° 2′ 56″ O                                        | Synagoge                                                                              |                                                                                         | 36825714 | BW             |
| Lange Straße 63 52° 15′ 38″ N, 9° 2′ 59″ O                                        | Wohn-/Geschäftshaus                                                                   |                                                                                         | 36822476 | BW             |
| Lehnstraße 1 52° 16′ 6″ N, 9° 2′ 49″ O                                            | ehemalige Fabrik Lehnstraße 1                                                         | Baudenkmalgruppe                                                                        | 36800316 | BW             |
| Lehnstraße 1 52° 16′ 6″ N, 9° 2′ 53″ O                                            | Villa. (Baudenkmalgruppe: ehemalige Fabrik Lehnstraße 1)                              | Fabrikantenvilla                                                                        | 36822410 |                |
| Lehnstraße 1 52° 16′ 5″ N, 9° 2′ 51″ O                                            | Fabrik (Baukomplex). (Baudenkmalgruppe: ehemalige Fabrik Lehnstraße 1)                | Fabrikationsgebäude, südl.                                                              | 36822433 |                |
| Lindenweg 6 52° 14′ 52″ N, 9° 3′ 17″ O                                            | Wohn-/Wirtschaftsgebäude                                                              |                                                                                         | 36822390 | BW             |
| Marienstraße 1 52° 15′ 22″ N, 9° 3′ 15″ O                                         | Wohnhaus                                                                              |                                                                                         | 36821746 | BW             |
| Marienstraße 20 52° 15′ 20″ N, 9° 3′ 18″ O                                        | Wohnhaus                                                                              |                                                                                         | 36821725 | BW             |
| Marienstraße 21 52° 15′ 20″ N, 9° 3′ 17″ O                                        | Einfriedung                                                                           |                                                                                         | 36826186 |                |
| Marktplatz 2 52° 15′ 40″ N, 9° 2′ 44″ O                                           | Rathaus                                                                               |                                                                                         | 36825381 | Weitere Bilder |
| Marktplatz 3 52° 15′ 39″ N, 9° 2′ 47″ O                                           | Stadthaus                                                                             |                                                                                         | 36824951 |                |
| Marktplatz 4-5 52° 15′ 38″ N, 9° 2′ 47″ O                                         | Wohn-/Geschäftshaus                                                                   | Hofapotheke                                                                             | 36822605 |                |
| Neue Straße 1 52° 15′ 41″ N, 9° 2′ 54″ O                                          | Wohnhaus                                                                              |                                                                                         | 36821638 |                |
| Neue Straße 3 52° 15′ 42″ N, 9° 2′ 54″ O                                          | Wohnhaus                                                                              |                                                                                         | 36821618 |                |
| Neue Straße 8 52° 15′ 44″ N, 9° 2′ 54″ O                                          | Wohnhaus                                                                              | Fachwerkwohnhaus                                                                        | 36821596 |                |
| Neue Straße 9 52° 15′ 44″ N, 9° 2′ 54″ O                                          | Wohnhaus                                                                              |                                                                                         | 36821576 |                |
| Neue Straße 12 52° 15′ 45″ N, 9° 2′ 54″ O                                         | Wohnhaus                                                                              |                                                                                         | 36821556 | BW             |
| Neue Straße 52° 15′ 44″ N, 9° 2′ 55″ O                                            | Wohnhäuser Neue Straße 20 - 24                                                        | Baudenkmalgruppe                                                                        | 36800345 | BW             |
| Neue Straße 20 52° 15′ 44″ N, 9° 2′ 55″ O                                         | Wohnhaus. (Baudenkmalgruppe: Wohnhäuser Neue Straße 20 - 24)                          |                                                                                         | 36821534 | BW             |
| Neue Straße 21 52° 15′ 44″ N, 9° 2′ 55″ O                                         | Wohnhaus. (Baudenkmalgruppe: Wohnhäuser Neue Straße 20 - 24)                          |                                                                                         | 36821512 | BW             |
| Neue Straße 22 52° 15′ 44″ N, 9° 2′ 55″ O                                         | Wohnhaus. (Baudenkmalgruppe: Wohnhäuser Neue Straße 20 - 24)                          |                                                                                         | 36821490 | BW             |
| Neue Straße 23 52° 15′ 43″ N, 9° 2′ 55″ O                                         | Wohnhaus. (Baudenkmalgruppe: Wohnhäuser Neue Straße 20 - 24)                          |                                                                                         | 36821468 | BW             |
| Neue Straße 24 52° 15′ 43″ N, 9° 2′ 55″ O                                         | Wohnhaus. (Baudenkmalgruppe: Wohnhäuser Neue Straße 20 - 24)                          |                                                                                         | 36821446 | BW             |
| Obertorstraße 52° 15′ 42″ N, 9° 3′ 14″ O                                          | Wohnhäuser Obertorstraße 3, 4                                                         | Baudenkmalgruppe                                                                        | 36800359 |                |
| Obertorstraße 3 52° 15′ 42″ N, 9° 3′ 14″ O                                        | Wohnhaus. (Baudenkmalgruppe: Wohnhäuser Obertorstraße 3, 4)                           |                                                                                         | 36821424 |                |
| Obertorstraße 3 52° 15′ 42″ N, 9° 3′ 14″ O                                        | Nebengebäude. (Baudenkmalgruppe: Wohnhäuser Obertorstraße 3, 4)                       |                                                                                         | 36821402 |                |
| Obertorstraße 4 52° 15′ 42″ N, 9° 3′ 15″ O                                        | Wohnhaus. (Baudenkmalgruppe: Wohnhäuser Obertorstraße 3, 4)                           |                                                                                         | 36821380 |                |
| Obertorstraße 4 52° 15′ 42″ N, 9° 3′ 15″ O                                        | Nebengebäude. (Baudenkmalgruppe: Wohnhäuser Obertorstraße 3, 4)                       |                                                                                         | 36821358 |                |
| Parkstraße 1 52° 15′ 17″ N, 9° 3′ 3″ O                                            | Wohnhaus                                                                              |                                                                                         | 36821338 |                |
| Parkstraße 2 52° 15′ 17″ N, 9° 3′ 5″ O                                            | Wohnhaus                                                                              |                                                                                         | 36821318 |                |
| Parkstraße 3 52° 15′ 15″ N, 9° 3′ 16″ O                                           | Villa                                                                                 | Herrschaftliches Wohnhaus                                                               | 36821298 |                |
| Petersilienstraße 10 52° 15′ 39″ N, 9° 2′ 50″ O                                   | Wohnhaus                                                                              |                                                                                         | 36821259 | BW             |
| Pulverstraße 17 52° 15′ 53″ N, 9° 3′ 2″ O                                         | Wohn-/Wirtschaftsgebäude                                                              |                                                                                         | 36821239 | BW             |
| Sablé-Platz 6 52° 15′ 41″ N, 9° 2′ 50″ O                                          | Burgmannshof                                                                          | Hubschraubermuseum Bückeburg                                                            | 36821218 | Weitere Bilder |
| Sackstraße 1 52° 15′ 43″ N, 9° 2′ 48″ O                                           | Wohnhaus                                                                              |                                                                                         | 36825033 | BW             |
| Scheier Straße 52° 16′ 4″ N, 9° 3′ 26″ O                                          | Friedhof Scheier Straße                                                               | Baudenkmalgruppe                                                                        | 36800373 |                |
| Scheier Straße 52° 16′ 4″ N, 9° 3′ 26″ O                                          | Friedhof. (Baudenkmalgruppe: Friedhof Scheier Straße)                                 |                                                                                         | 36821152 |                |
| Scheier Straße 8 52° 15′ 50″ N, 9° 3′ 22″ O                                       | Wohn-/Wirtschaftsgebäude                                                              |                                                                                         | 36821131 |                |
| Scheier Straße 8 52° 15′ 50″ N, 9° 3′ 23″ O                                       | Stallanbau                                                                            |                                                                                         | 36825995 |                |
| Scheier Straße 42 52° 15′ 51″ N, 9° 3′ 18″ O                                      | Hofanlage Scheier Straße 42                                                           | Baudenkmalgruppe                                                                        | 36800388 |                |
| Scheier Straße 42 52° 15′ 51″ N, 9° 3′ 20″ O                                      | Wohnhaus. (Baudenkmalgruppe: Hofanlage Scheier Straße 42)                             |                                                                                         | 44676340 |                |
| Scheier Straße 42 52° 15′ 51″ N, 9° 3′ 19″ O                                      | Hallenhaus. (Baudenkmalgruppe: Hofanlage Scheier Straße 42)                           |                                                                                         | 36821089 |                |
| Scheier Straße 42 52° 15′ 51″ N, 9° 3′ 20″ O                                      | Nebengebäude. (Baudenkmalgruppe: Hofanlage Scheier Straße 42)                         |                                                                                         | 44676362 |                |
| Scheier Straße 42 52° 15′ 51″ N, 9° 3′ 19″ O                                      | Brunnen. (Baudenkmalgruppe: Hofanlage Scheier Straße 42)                              |                                                                                         | 44676305 | BW             |
| Schloßplatz 52° 15′ 29″ N, 9° 2′ 35″ O                                            | Schloss Bückeburg                                                                     | Baudenkmalgruppe                                                                        | 36800043 | Weitere Bilder |
| Schloßplatz 52° 15′ 29″ N, 9° 2′ 5″ O                                             | Mausoleum. (Baudenkmalgruppe: Schloss Bückeburg)                                      | Mausoleum Bückeburg                                                                     | 36822229 |                |
| Schloßplatz 52° 15′ 29″ N, 9° 2′ 25″ O                                            | Gartenhaus. (Baudenkmalgruppe: Schloss Bückeburg)                                     | "Liebestempel"                                                                          | 36822202 | BW             |
| Schloßplatz 52° 15′ 36″ N, 9° 2′ 30″ O                                            | Schlossgarten. (Baudenkmalgruppe: Schloss Bückeburg)                                  |                                                                                         | 36825580 | BW             |
| Schloßplatz 52° 15′ 36″ N, 9° 2′ 37″ O                                            | Graft. (Baudenkmalgruppe: Schloss Bückeburg)                                          |                                                                                         | 36821877 |                |
| Schloßplatz 52° 15′ 35″ N, 9° 2′ 43″ O                                            | Brücke (Bauwerk). (Baudenkmalgruppe: Schloss Bückeburg)                               |                                                                                         | 36825660 |                |
| Schloßplatz 52° 15′ 33″ N, 9° 2′ 39″ O                                            | Brunnen. (Baudenkmalgruppe: Schloss Bückeburg)                                        | Tugendbrunnen Bückeburg                                                                 | 36821849 |                |
| Schloßplatz 1 52° 15′ 32″ N, 9° 2′ 37″ O                                          | Schloss (Bauwerk). (Baudenkmalgruppe: Schloss Bückeburg)                              | Schloss Bückeburg                                                                       | 36820945 |                |
| Schloßplatz 2, 2a 52° 15′ 32″ N, 9° 2′ 41″ O                                      | Schloss (Bauwerk). (Baudenkmalgruppe: Schloss Bückeburg)                              | Schloss Bückeburg, Ostflügel                                                            | 36825541 |                |
| Schloßplatz 3 a,b,c 52° 15′ 34″ N, 9° 2′ 39″ O                                    | Schloss (Bauwerk). (Baudenkmalgruppe: Schloss Bückeburg)                              | Schloss Bückeburg, Westflügel                                                           | 36821818 |                |
| Schloßplatz 4 52° 15′ 37″ N, 9° 2′ 44″ O                                          | Reithalle. (Baudenkmalgruppe: Schloss Bückeburg)                                      |                                                                                         | 36821929 |                |
| Schloßplatz 4 52° 15′ 37″ N, 9° 2′ 42″ O                                          | Reithalle. (Baudenkmalgruppe: Schloss Bückeburg)                                      | Reitzirkel                                                                              | 36821956 |                |
| Schloßplatz 5 52° 15′ 38″ N, 9° 2′ 45″ O                                          | Verwaltungsgebäude. (Baudenkmalgruppe: Schloss Bückeburg)                             | Ehem. Kammerkasse                                                                       | 36821981 |                |
| Schloßplatz 6 52° 15′ 37″ N, 9° 2′ 45″ O                                          | Verwaltungsgebäude. (Baudenkmalgruppe: Schloss Bückeburg)                             | Hofkammer                                                                               | 36822011 |                |
| Schloßplatz 6 a/b 52° 15′ 36″ N, 9° 2′ 47″ O                                      | Verwaltungsgebäude. (Baudenkmalgruppe: Schloss Bückeburg)                             |                                                                                         | 36822039 | BW             |
| Schloßplatz 7/7A/7B 52° 15′ 35″ N, 9° 2′ 47″ O                                    | Marstall. (Baudenkmalgruppe: Schloss Bückeburg)                                       | Fürstliche Hofreitschule Bückeburg                                                      | 36822064 | Weitere Bilder |
| Schloßplatz 8 52° 15′ 34″ N, 9° 2′ 50″ O                                          | Wohn-/Wirtschaftsgebäude. (Baudenkmalgruppe: Schloss Bückeburg)                       | Neue Remise                                                                             | 36822093 | BW             |
| Schloßplatz 9 52° 15′ 33″ N, 9° 2′ 48″ O                                          | Wirtschaftsgebäude. (Baudenkmalgruppe: Schloss Bückeburg)                             | Alte Remise                                                                             | 36822121 |                |
| Schloßplatz 52° 15′ 28″ N, 9° 2′ 51″ O                                            | Kriegsmahnmal. (Baudenkmalgruppe: Schloss Bückeburg)                                  |                                                                                         | 36825631 |                |
| Schloßplatz 10 52° 15′ 27″ N, 9° 2′ 33″ O                                         | Nebengebäude/Stall. (Baudenkmalgruppe: Schloss Bückeburg)                             |                                                                                         | 44745613 | BW             |
| Schloßplatz 10 52° 15′ 27″ N, 9° 2′ 33″ O                                         | Wohnhaus. (Baudenkmalgruppe: Schloss Bückeburg)                                       |                                                                                         | 36822147 | BW             |
| Schloßplatz 10 52° 15′ 28″ N, 9° 2′ 33″ O                                         | Nebengebäude. (Baudenkmalgruppe: Schloss Bückeburg)                                   |                                                                                         | 44745632 | BW             |
| Schloßplatz 11 52° 15′ 28″ N, 9° 2′ 31″ O                                         | Turnhalle. (Baudenkmalgruppe: Schloss Bückeburg)                                      | Parkcafé                                                                                | 36822173 | BW             |
| Schloßplatz 52° 15′ 37″ N, 9° 2′ 45″ O                                            | Tor (Architektur). (Baudenkmalgruppe: Schloss Bückeburg)                              |                                                                                         | 36821902 |                |
| Schloßplatz 52° 15′ 36″ N, 9° 2′ 50″ O                                            | Stall. (Baudenkmalgruppe: Schloss Bückeburg)                                          | Krankenstall                                                                            | 44745442 | BW             |
| Schloßplatz 52° 15′ 36″ N, 9° 2′ 50″ O                                            | Stall. (Baudenkmalgruppe: Schloss Bückeburg)                                          | Hundestall                                                                              | 44745514 | BW             |
| Schloßplatz 52° 15′ 35″ N, 9° 2′ 50″ O                                            | Schmiede. (Baudenkmalgruppe: Schloss Bückeburg)                                       | Alte Schmiede                                                                           | 44745557 | BW             |
| Lange Straße 22 a 52° 15′ 35″ N, 9° 2′ 51″ O                                      | Elektrizitätswerk. (Baudenkmalgruppe: Schloss Bückeburg)                              | Lichtstation                                                                            | 36825605 | BW             |
| Richard-Sahla-Straße 15 52° 15′ 32″ N, 9° 2′ 7″ O                                 | Nebengebäude. (Baudenkmalgruppe: Schloss Bückeburg)                                   | ehemaliges Stall-, Abortgebäude                                                         | 44344366 | BW             |
| Richard-Sahla-Straße 15 52° 15′ 31″ N, 9° 2′ 8″ O                                 | Wohnhaus. (Baudenkmalgruppe: Schloss Bückeburg)                                       | ehemaliges Mausoleumswärterwohnhaus                                                     | 44339310 | BW             |
| Schulstraße 6 52° 15′ 34″ N, 9° 2′ 58″ O                                          | Schule                                                                                | Lateinschule                                                                            | 36820903 | Weitere Bilder |
| Schulstraße 13 52° 15′ 31″ N, 9° 2′ 53″ O                                         | Villa                                                                                 |                                                                                         | 36820883 |                |
| Schulstraße 14 52° 15′ 32″ N, 9° 2′ 55″ O                                         | Stadttor                                                                              | Neues Tor                                                                               | 36825951 | BW             |
| Schulstraße 17 52° 15′ 34″ N, 9° 2′ 56″ O                                         | Wohnhaus Schulstraße 17                                                               | Baudenkmalgruppe                                                                        | 36800416 |                |
| Schulstraße 17 52° 15′ 34″ N, 9° 2′ 57″ O                                         | Wohnhaus. (Baudenkmalgruppe: Wohnhaus Schulstraße 17)                                 |                                                                                         | 36820816 | BW             |
| Schulstraße 17 52° 15′ 35″ N, 9° 2′ 56″ O                                         | Scheune. (Baudenkmalgruppe: Wohnhaus Schulstraße 17)                                  |                                                                                         | 36820794 | BW             |
| Schulstraße 19 52° 15′ 35″ N, 9° 2′ 58″ O                                         | Wohn-/Geschäftshaus                                                                   |                                                                                         | 36820774 |                |
| Schulstraße 21 52° 15′ 36″ N, 9° 2′ 59″ O                                         | Wohn-/Geschäftshaus                                                                   |                                                                                         | 36820754 | BW             |
| Steinberger Straße 56 52° 14′ 18″ N, 9° 3′ 41″ O                                  | Hofanlage Steinberger Straße 56                                                       | Baudenkmalgruppe                                                                        | 36800612 | BW             |
| Steinberger Straße 56 52° 14′ 19″ N, 9° 3′ 41″ O                                  | Scheune. (Baudenkmalgruppe: Hofanlage Steinberger Straße 56)                          |                                                                                         | 36825780 | BW             |
| Steinberger Straße 56 52° 14′ 18″ N, 9° 3′ 41″ O                                  | Wohnhaus. (Baudenkmalgruppe: Hofanlage Steinberger Straße 56)                         |                                                                                         | 36819647 | BW             |
| Steinberger Straße 56 52° 14′ 18″ N, 9° 3′ 42″ O                                  | Stall. (Baudenkmalgruppe: Hofanlage Steinberger Straße 56)                            |                                                                                         | 36825805 | BW             |
| Steinberger Straße 56 52° 14′ 17″ N, 9° 3′ 42″ O                                  | Speicher (Bauwerk). (Baudenkmalgruppe: Hofanlage Steinberger Straße 56)               |                                                                                         | 36825854 | BW             |
| Steinberger Straße 56 52° 14′ 17″ N, 9° 3′ 42″ O                                  | Scheune. (Baudenkmalgruppe: Hofanlage Steinberger Straße 56)                          |                                                                                         | 36825830 | BW             |
| Steinberger Straße 60 52° 14′ 12″ N, 9° 4′ 34″ O                                  | Wohn-/Wirtschaftsgebäude                                                              |                                                                                         | 36819586 | BW             |
| Totenweg 8 52° 15′ 52″ N, 9° 3′ 8″ O                                              | Hofanlage Totenweg 8                                                                  | Baudenkmalgruppe                                                                        | 36800430 |                |
| Totenweg 8 52° 15′ 52″ N, 9° 3′ 8″ O                                              | Hofanlage (Baukomplex). (Baudenkmalgruppe: Hofanlage Totenweg 8)                      |                                                                                         | 36820710 | BW             |
| Trompeterstraße 3 52° 15′ 44″ N, 9° 3′ 2″ O                                       | Wohnhaus                                                                              |                                                                                         | 36820666 |                |
| Trompeterstraße 4 52° 15′ 44″ N, 9° 3′ 2″ O                                       | Hoftor                                                                                |                                                                                         | 36826078 |                |
| Trompeterstraße 4 52° 15′ 43″ N, 9° 3′ 2″ O                                       | Wohnhaus                                                                              |                                                                                         | 36820645 |                |
| Trompeterstraße 11 52° 15′ 41″ N, 9° 2′ 58″ O                                     | Wohn-/Geschäftshaus                                                                   |                                                                                         | 36820625 | BW             |
| Trompeterstraße 20 52° 15′ 42″ N, 9° 2′ 57″ O                                     | Brauhaus                                                                              | Wohnhaus                                                                                | 36820604 | BW             |
| Trompeterstraße 52° 15′ 43″ N, 9° 2′ 59″ O                                        | Wohnhäuser Trompeterstraße 22-24                                                      | Baudenkmalgruppe                                                                        | 36800458 | BW             |
| Trompeterstraße 22 52° 15′ 43″ N, 9° 2′ 58″ O                                     | Wohnhaus. (Baudenkmalgruppe: Wohnhäuser Trompeterstraße 22-24)                        |                                                                                         | 36820582 | BW             |
| Trompeterstraße 23 52° 15′ 43″ N, 9° 2′ 59″ O                                     | Wohnhaus. (Baudenkmalgruppe: Wohnhäuser Trompeterstraße 22-24)                        |                                                                                         | 36820560 | BW             |
| Trompeterstraße 24 52° 15′ 43″ N, 9° 2′ 59″ O                                     | Wohnhaus. (Baudenkmalgruppe: Wohnhäuser Trompeterstraße 22-24)                        |                                                                                         | 36820538 | BW             |
| Trompeterstraße 25 52° 15′ 43″ N, 9° 2′ 59″ O                                     | Wohnhaus                                                                              |                                                                                         | 36820518 | BW             |
| Trompeterstraße 27 52° 15′ 43″ N, 9° 3′ 0″ O                                      | Wohnhaus                                                                              |                                                                                         | 36820494 | BW             |
| Trompeterstraße 28 52° 15′ 44″ N, 9° 3′ 0″ O                                      | Wohnhaus                                                                              |                                                                                         | 36820474 | BW             |
| Ulmenallee 1 52° 15′ 27″ N, 9° 3′ 13″ O                                           | Wohnhaus                                                                              |                                                                                         | 36820453 |                |
| Ulmenallee 3 52° 15′ 31″ N, 9° 3′ 16″ O                                           | Schule                                                                                | Grundschule "Am Harrl"                                                                  | 36820410 |                |
| Ulmenallee 52° 15′ 34″ N, 9° 3′ 19″ O                                             | Wohnhäuser Ulmenallee 4 - 7 a                                                         | Baudenkmalgruppe                                                                        | 36800472 |                |
| Ulmenallee 4 52° 15′ 33″ N, 9° 3′ 18″ O                                           | Wohnhaus. (Baudenkmalgruppe: Wohnhäuser Ulmenallee 4 - 7 a)                           |                                                                                         | 36820388 |                |
| Ulmenallee 4 a 52° 15′ 33″ N, 9° 3′ 19″ O                                         | Wohnhaus. (Baudenkmalgruppe: Wohnhäuser Ulmenallee 4 - 7 a)                           |                                                                                         | 36820366 |                |
| Ulmenallee 5 52° 15′ 34″ N, 9° 3′ 19″ O                                           | Wohnhaus. (Baudenkmalgruppe: Wohnhäuser Ulmenallee 4 - 7 a)                           |                                                                                         | 36820344 |                |
| Ulmenallee 6 52° 15′ 35″ N, 9° 3′ 20″ O                                           | Wohnhaus. (Baudenkmalgruppe: Wohnhäuser Ulmenallee 4 - 7 a)                           |                                                                                         | 36820310 |                |
| Ulmenallee 7 52° 15′ 35″ N, 9° 3′ 20″ O                                           | Wohnhaus. (Baudenkmalgruppe: Wohnhäuser Ulmenallee 4 - 7 a)                           |                                                                                         | 36820288 |                |
| Ulmenallee 7 a 52° 15′ 36″ N, 9° 3′ 20″ O                                         | Wohnhaus. (Baudenkmalgruppe: Wohnhäuser Ulmenallee 4 - 7 a)                           |                                                                                         | 36820266 |                |
| Ulmenallee 11 52° 15′ 41″ N, 9° 3′ 22″ O                                          | Wohnhaus                                                                              |                                                                                         | 36820246 |                |
| Ulmenallee 12 52° 15′ 41″ N, 9° 3′ 22″ O                                          | Wohnhaus                                                                              | Doppelwohnhaus                                                                          | 36820225 | BW             |
| Ulmenallee 13 52° 15′ 40″ N, 9° 3′ 22″ O                                          | Wohnhaus                                                                              | Doppelwohnhaus                                                                          | 36820204 | BW             |
| Ulmenallee 13 a 52° 15′ 37″ N, 9° 3′ 27″ O                                        | Kasernenanlage                                                                        | Baudenkmalgruppe, Jägerkaserne Ulmenallee 13 a                                          | 36800486 | BW             |
| Ulmenallee 13 a 52° 15′ 37″ N, 9° 3′ 22″ O                                        | Kriegsmahnmal. (Baudenkmalgruppe: Jägerkaserne Ulmenallee 13 a)                       |                                                                                         | 44306999 | BW             |
| Ulmenallee 13 a 52° 15′ 39″ N, 9° 3′ 22″ O                                        | Stabsgebäude. (Baudenkmalgruppe: Jägerkaserne Ulmenallee 13 a)                        |                                                                                         | 44306750 | BW             |
| Ulmenallee 13 a 52° 15′ 38″ N, 9° 3′ 25″ O                                        | Hauptgebäude. (Baudenkmalgruppe: Jägerkaserne Ulmenallee 13 a)                        |                                                                                         | 36820181 | BW             |
| Ulmenallee 13 a 52° 15′ 36″ N, 9° 3′ 26″ O                                        | Offizierskasino. (Baudenkmalgruppe: Jägerkaserne Ulmenallee 13 a)                     |                                                                                         | 43691352 | BW             |
| Ulmenallee 13 a 52° 15′ 33″ N, 9° 3′ 30″ O                                        | Kasernengebäude. (Baudenkmalgruppe: Jägerkaserne Ulmenallee 13 a)                     |                                                                                         | 44306981 | BW             |
| Ulmenallee 13 a 52° 15′ 39″ N, 9° 3′ 29″ O                                        | Handwerkerhaus. (Baudenkmalgruppe: Jägerkaserne Ulmenallee 13 a)                      |                                                                                         | 44306776 | BW             |
| Ulmenallee 13 a 52° 15′ 39″ N, 9° 3′ 31″ O                                        | Kasernengebäude. (Baudenkmalgruppe: Jägerkaserne Ulmenallee 13 a)                     |                                                                                         | 44306944 | BW             |
| Ulmenallee 13 a 52° 15′ 39″ N, 9° 3′ 34″ O                                        | Festhalle. (Baudenkmalgruppe: Jägerkaserne Ulmenallee 13 a)                           |                                                                                         | 44306962 | BW             |
| Unterwallweg 7 52° 15′ 48″ N, 9° 3′ 0″ O                                          | Kindergarten (Bauwerk)                                                                |                                                                                         | 36819956 |                |
| Unterwallweg 7 52° 15′ 49″ N, 9° 2′ 59″ O                                         | Anbau (Gebäudeteil)                                                                   |                                                                                         | 36826228 | BW             |
| Unterwallweg 36 52° 15′ 43″ N, 9° 3′ 9″ O                                         | Hinterhaus                                                                            | Wohnhaus                                                                                | 36819934 |                |
| Wallstraße 6 52° 15′ 43″ N, 9° 3′ 8″ O                                            | Wohnhaus                                                                              |                                                                                         | 36819914 |                |
| Wallstraße 8 52° 15′ 43″ N, 9° 3′ 7″ O                                            | Wohnhaus                                                                              |                                                                                         | 36819886 |                |
| Wallstraße 20 52° 15′ 46″ N, 9° 3′ 1″ O                                           | Wohnhaus                                                                              |                                                                                         | 36819843 |                |
| Wallstraße 23 52° 15′ 46″ N, 9° 2′ 58″ O                                          | Wohnhaus                                                                              |                                                                                         | 36819823 | BW             |
| Wallstraße 52° 15′ 47″ N, 9° 2′ 50″ O                                             | Wohnhäuser Wallstraße 35, 36                                                          | Baudenkmalgruppe                                                                        | 36800514 | BW             |
| Wallstraße 35 52° 15′ 47″ N, 9° 2′ 49″ O                                          | Wohnhaus. (Baudenkmalgruppe: Wohnhäuser Wallstraße 35, 36)                            |                                                                                         | 36819801 |                |
| Wallstraße 36 52° 15′ 47″ N, 9° 2′ 50″ O                                          | Wohnhaus. (Baudenkmalgruppe: Wohnhäuser Wallstraße 35, 36)                            |                                                                                         | 36819779 |                |
| Wallstraße 52° 15′ 47″ N, 9° 2′ 53″ O                                             | ehemaliges Gefängnis Wallstraße 41, 42                                                | Baudenkmalgruppe                                                                        | 36800528 |                |
| Wallstraße 40 52° 15′ 47″ N, 9° 2′ 52″ O                                          | Wohnhaus. (Baudenkmalgruppe: ehemaliges Gefängnis Wallstraße 41, 42)                  |                                                                                         | 36819759 |                |
| Wallstraße 41 52° 15′ 47″ N, 9° 2′ 52″ O                                          | Gefängnis (Baukomplex). (Baudenkmalgruppe: ehemaliges Gefängnis Wallstraße 41, 42)    |                                                                                         | 36819737 |                |
| Wallstraße 42 52° 15′ 47″ N, 9° 2′ 54″ O                                          | Armenhaus. (Baudenkmalgruppe: ehemaliges Gefängnis Wallstraße 41, 42)                 |                                                                                         | 36819715 | BW             |
| Wallstraße 50 52° 15′ 47″ N, 9° 2′ 59″ O                                          | Wohnhaus                                                                              |                                                                                         | 36819695 |                |
| Weinberg 6 52° 15′ 38″ N, 9° 1′ 40″ O                                             | Windmühle                                                                             |                                                                                         | 36821658 | BW             |

## Cammer
| Lage                                            | Bezeichnung                                                               | Beschreibung        | ID       | Bild |
| ----------------------------------------------- | ------------------------------------------------------------------------- | ------------------- | -------- | ---- |
| Ahrensbeeke 52° 18′ 53″ N, 8° 59′ 54″ O         | Kriegerdenkmal                                                            |                     | 36817809 | BW   |
| Dankerser Straße 26 52° 18′ 39″ N, 8° 59′ 28″ O | Hofanlage Dankerser Straße 26                                             | Baudenkmalgruppe    | 36800584 | BW   |
| Dankerser Straße 26 52° 18′ 39″ N, 8° 59′ 28″ O | Hofanlage (Baukomplex). (Baudenkmalgruppe: Hofanlage Dankerser Straße 26) |                     | 36817787 | BW   |
| Dankerser Straße 32 52° 18′ 37″ N, 8° 59′ 24″ O | Wohn-/Wirtschaftsgebäude                                                  | ehemalige Leibzucht | 36817758 | BW   |
| Im Grund 24 52° 18′ 47″ N, 8° 59′ 31″ O         | Hofanlage Im Grund 24                                                     | Baudenkmalgruppe    | 36800598 | BW   |
| Im Grund 24 52° 18′ 47″ N, 8° 59′ 31″ O         | Hofanlage (Baukomplex). (Baudenkmalgruppe: Im Grund 24)                   |                     | 36817736 | BW   |

## Evesen
| Lage                                               | Bezeichnung                                                                               | Beschreibung        | ID       | Bild |
| -------------------------------------------------- | ----------------------------------------------------------------------------------------- | ------------------- | -------- | ---- |
| Kiesweg 52° 17′ 17″ N, 8° 59′ 41″ O                | Kriegerdenkmal                                                                            |                     | 36817941 | BW   |
| Hus-Aren-Weg 52° 17′ 11″ N, 9° 0′ 19″ O            | Wohn-/Wirtschaftsgebäude                                                                  |                     | 36816904 | BW   |
| Eveser Straße 78 52° 16′ 42″ N, 9° 0′ 4″ O         | Wohn-/Wirtschaftsgebäude                                                                  |                     | 36817716 | BW   |
| Eveser Straße 85 52° 16′ 42″ N, 9° 0′ 1″ O         | Wohn-/Wirtschaftsgebäude                                                                  |                     | 36817696 | BW   |
| Im Horst 3 52° 16′ 42″ N, 8° 59′ 44″ O             | Wohn-/Wirtschaftsgebäude                                                                  |                     | 36817676 | BW   |
| Schaumburger Straße 52° 16′ 45″ N, 8° 59′ 58″ O    | Kriegerdenkmal                                                                            |                     | 36817655 | BW   |
| Schaumburger Straße 21 52° 16′ 48″ N, 8° 59′ 44″ O | Wohn-/Wirtschaftsgebäude                                                                  |                     | 36817613 | BW   |
| Schaumburger Straße 33 52° 16′ 53″ N, 8° 59′ 26″ O | Wohn-/Wirtschaftsgebäude                                                                  |                     | 36817593 | BW   |
| Eveser Straße 40 52° 16′ 13″ N, 9° 0′ 10″ O        | Wohn-/Wirtschaftsgebäude                                                                  | Hofanlage           | 36816858 | BW   |
| Eveser Straße 42 52° 16′ 14″ N, 9° 0′ 12″ O        | Wohn-/Wirtschaftsgebäude                                                                  |                     | 36816838 | BW   |
| Eveser Straße 50 52° 16′ 19″ N, 9° 0′ 13″ O        | Hofanlage (Baukomplex)                                                                    | Scheune             | 36816818 | BW   |
| Pastor-Mensching-Weg 2 52° 16′ 13″ N, 9° 0′ 8″ O   | Ev. Kirche Pastor-Mensching-Weg 2 (ehem. Hollekamp)                                       | Baudenkmalgruppe    | 36800656 | BW   |
| Pastor-Mensching-Weg 2 52° 16′ 13″ N, 9° 0′ 7″ O   | Kirche (Bauwerk). (Baudenkmalgruppe: Ev. Kirche Pastor-Mensching-Weg 2 (ehem. Hollekamp)) | Evangelische Kirche | 36816795 | BW   |
| Pastor-Mensching-Weg 2 52° 16′ 13″ N, 9° 0′ 7″ O   | Grabdenkmal. (Baudenkmalgruppe: Ev. Kirche Pastor-Mensching-Weg 2 (ehem. Hollekamp))      | C. F. Bertelsmann   | 36816772 | BW   |
| Petzer Straße 1 B 52° 16′ 18″ N, 9° 0′ 22″ O       | Hofanlage (Baukomplex)                                                                    | Schornstein         | 36816682 | BW   |
| Petzer Straße 66 52° 16′ 17″ N, 9° 0′ 26″ O        | Arbeiterwohnhaus Petzer Straße 66                                                         | Baudenkmalgruppe    | 36800671 | BW   |
| Petzer Straße 66 52° 16′ 17″ N, 9° 0′ 26″ O        | Wohnhaus. (Baudenkmalgruppe: Arbeiterwohnhaus Petzer Straße 66)                           |                     | 36816727 | BW   |
| Pfarrweg 4 52° 16′ 12″ N, 9° 0′ 6″ O               | Wohn-/Wirtschaftsgebäude                                                                  | Kindergarten        | 36816640 | BW   |
| Pfarrweg 8 52° 16′ 10″ N, 9° 0′ 6″ O               | Wohn-/Wirtschaftsgebäude                                                                  | Pfarramt            | 36816661 | BW   |
| Am Klusbrink 19 52° 16′ 3″ N, 8° 58′ 45″ O         | Gasthaus                                                                                  | 'Große Klus'        | 36816620 | BW   |
| Am Klusbrink 25 52° 16′ 4″ N, 8° 58′ 45″ O         | Wohnhaus                                                                                  |                     | 36816600 | BW   |
| Ortsmitte Röcke 52° 15′ 51″ N, 9° 0′ 8″ O          | Kriegerdenkmal                                                                            |                     | 36816535 | BW   |

## Meinsen/Warber
| Lage                                                      | Bezeichnung                                                               | Beschreibung             | ID       | Bild |
| --------------------------------------------------------- | ------------------------------------------------------------------------- | ------------------------ | -------- | ---- |
| An der Tränke 2 a 52° 17′ 47″ N, 9° 3′ 4″ O               | Scheune                                                                   |                          | 36817328 | BW   |
| Bieräcker 6 52° 17′ 51″ N, 9° 2′ 58″ O                    | Hofanlage Bieräcker 6                                                     | Baudenkmalgruppe         | 44323417 | BW   |
| Bieräcker 6 52° 17′ 50″ N, 9° 2′ 58″ O                    | Einfriedung. (Baudenkmalgruppe: Hofanlage Bieräcker 6)                    |                          | 44325693 | BW   |
| Bieräcker 6 52° 17′ 50″ N, 9° 2′ 58″ O                    | Remise. (Baudenkmalgruppe: Hofanlage Bieräcker 6)                         |                          | 44324522 | BW   |
| Bieräcker 6 52° 17′ 50″ N, 9° 3′ 0″ O                     | Altenteil (Bauwerk). (Baudenkmalgruppe: Hofanlage Bieräcker 6)            |                          | 44323478 | BW   |
| Bieräcker 6 52° 17′ 51″ N, 9° 2′ 59″ O                    | Wohn-/Wirtschaftsgebäude. (Baudenkmalgruppe: Hofanlage Bieräcker 6)       |                          | 36817286 | BW   |
| Bieräcker 6 52° 17′ 51″ N, 9° 2′ 59″ O                    | Anbau (Gebäudeteil). (Baudenkmalgruppe: Hofanlage Bieräcker 6)            |                          | 44323454 | BW   |
| Echtorfer Straße 12 52° 17′ 43″ N, 9° 3′ 51″ O            | Wohn-/Wirtschaftsgebäude                                                  |                          | 36816239 | BW   |
| Fasanenhof 52° 17′ 13″ N, 9° 3′ 16″ O                     | Hofanlage Fasanenhof                                                      | Baudenkmalgruppe         | 36800642 | BW   |
| Fasanenhof 2 52° 17′ 14″ N, 9° 3′ 16″ O                   | Wohnhaus. (Baudenkmalgruppe: Hofanlage Fasanenhof)                        | Fasanenhof               | 44325693 | BW   |
| Fasanenhof 3 52° 17′ 13″ N, 9° 3′ 17″ O                   | Scheune. (Baudenkmalgruppe: Hofanlage Fasanenhof)                         | Fasanenhof               | 44392196 | BW   |
| Fasanenhof 4 52° 17′ 13″ N, 9° 3′ 14″ O                   | Scheune. (Baudenkmalgruppe: Hofanlage Fasanenhof)                         | Fasanenhof               | 44391932 | BW   |
| Fasanenhof 5 52° 17′ 12″ N, 9° 3′ 16″ O                   | Scheune. (Baudenkmalgruppe: Hofanlage Fasanenhof)                         | Fasanenhof               | 36818100 | BW   |
| Fasanenhof 7 52° 17′ 12″ N, 9° 3′ 14″ O                   | Wirtschaftsgebäude. (Baudenkmalgruppe: Hofanlage Fasanenhof)              | Fasanenhof               | 44392096 | BW   |
| Fasanenhof 52° 17′ 12″ N, 9° 3′ 13″ O                     | Nebengebäude. (Baudenkmalgruppe: Hofanlage Fasanenhof)                    | Fasanenhof               | 44392447 | BW   |
| Heveser Feld 1 52° 18′ 4″ N, 9° 4′ 24″ O                  | Hofanlage Hevesen Nr. 1                                                   | Baudenkmalgruppe         | 36800728 | BW   |
| Heveser Feld 1 52° 18′ 4″ N, 9° 4′ 24″ O                  | Hofanlage (Baukomplex). (Baudenkmalgruppe: Hofanlage Hevesen Nr. 1)       |                          | 36816217 | BW   |
| Meinser Straße 13 52° 17′ 45″ N, 9° 3′ 30″ O              | Hofanlage Meinser Straße 13                                               | Baudenkmalgruppe         | 36800742 | BW   |
| Meinser Straße 13 52° 17′ 46″ N, 9° 3′ 32″ O              | Wohn-/Wirtschaftsgebäude. (Baudenkmalgruppe: Hofanlage Meinser Straße 13) | Leibzucht                | 36816186 | BW   |
| Meinser Straße 13 52° 17′ 45″ N, 9° 3′ 30″ O              | Wohn-/Wirtschaftsgebäude. (Baudenkmalgruppe: Hofanlage Meinser Straße 13) | Haupthaus                | 36818284 | BW   |
| Meinser Straße 13 52° 17′ 46″ N, 9° 3′ 30″ O              | Stallanbau. (Baudenkmalgruppe: Hofanlage Meinser Straße 13)               | Haupthaus                | 36818424 | BW   |
| Meinser Straße 13 52° 17′ 46″ N, 9° 3′ 29″ O              | Remise. (Baudenkmalgruppe: Hofanlage Meinser Straße 13)                   |                          | 36818316 | BW   |
| Meinser Straße 23 52° 17′ 47″ N, 9° 3′ 19″ O              | Wirtschaftsgebäude                                                        | Stall, Scheune           | 36817033 | BW   |
| Meinser Straße 23 52° 17′ 48″ N, 9° 3′ 21″ O              | Wohn-/Wirtschaftsgebäude                                                  |                          | 36817203 | BW   |
| Meinser Straße 35 52° 17′ 48″ N, 9° 3′ 7″ O               | Wohn-/Wirtschaftsgebäude                                                  | 2020 laut Luftbild Ruine | 36817183 | BW   |
| Meinser Straße 35 52° 17′ 50″ N, 9° 3′ 8″ O               | Wohn-/Wirtschaftsgebäude                                                  |                          | 36817163 | BW   |
| Meinser Straße 40 52° 17′ 49″ N, 9° 3′ 4″ O               | Wohn-/Wirtschaftsgebäude                                                  |                          | 36817143 | BW   |
| Meinser Straße 58 52° 17′ 50″ N, 9° 2′ 47″ O              | Wohn-/Wirtschaftsgebäude                                                  |                          | 36817123 | BW   |
| Mühlengrund 1 52° 17′ 44″ N, 9° 3′ 22″ O                  | Mühlengebäude                                                             |                          | 36818240 | BW   |
| Bückeburger Aue 52° 17′ 42″ N, 9° 3′ 38″ O                | Wehr                                                                      | Mühlenwehr               | 36818194 | BW   |
| Zu den Brücken 52° 17′ 49″ N, 9° 3′ 16″ O                 | Gedenkstätte                                                              | Kriegerdenkmal 1914/18   | 36817080 | BW   |
| Zu den Brücken 52° 17′ 47″ N, 9° 3′ 16″ O                 | Kirche (Bauwerk)                                                          | Evangelische Kirche      | 36817101 | BW   |
| Zu den Brücken 5 52° 17′ 46″ N, 9° 3′ 17″ O               | Pfarrhaus                                                                 |                          | 36817012 | BW   |
| Zu den Brücken 5 52° 17′ 45″ N, 9° 3′ 16″ O               | Brunnen                                                                   |                          | 36818604 | BW   |
| Zu den Brücken (K 3, km 0,937) 52° 17′ 42″ N, 9° 3′ 16″ O | Brücke (Bauwerk)                                                          | Brücke u. WL Aue         | 36817053 | BW   |
| Bückeburger Aue 52° 17′ 14″ N, 9° 1′ 46″ O                | Wehranlage                                                                | Schleuse Auekanal        | 36818260 | BW   |

## Müsingen
| Lage                                      | Bezeichnung              | Beschreibung | ID       | Bild |
| ----------------------------------------- | ------------------------ | ------------ | -------- | ---- |
| Müsinger Straße 52° 16′ 5″ N, 9° 4′ 19″ O | Umspannstation           |              | 36817875 | BW   |
| Pollkamp 10 52° 16′ 11″ N, 9° 4′ 28″ O    | Wohn-/Wirtschaftsgebäude |              | 36816946 | BW   |
| Pollkamp 12 52° 16′ 13″ N, 9° 4′ 31″ O    | Einfriedung              |              | 36818732 | BW   |
| Pollkamp 12 52° 16′ 11″ N, 9° 4′ 33″ O    | Wohn-/Wirtschaftsgebäude |              | 36816924 | BW   |
| Pollkamp 12 52° 16′ 11″ N, 9° 4′ 32″ O    | Anbau (Gebäudeteil)      |              | 36818652 | BW   |

## Rusbend
| Lage                                         | Bezeichnung                                                             | Beschreibung                 | ID       | Bild           |
| -------------------------------------------- | ----------------------------------------------------------------------- | ---------------------------- | -------- | -------------- |
| Jagdschloß Baum 52° 19′ 47″ N, 9° 3′ 6″ O    | Jagdschloss Baum                                                        | Baudenkmalgruppe             | 36800028 | BW             |
| Jagdschloß Baum 52° 19′ 48″ N, 9° 3′ 8″ O    | Schloss (Bauwerk). (Baudenkmalgruppe: Jagdschloss Baum)                 | ehemaliges Jagdschloss       | 36817375 | Weitere Bilder |
| Jagdschloß Baum 52° 19′ 48″ N, 9° 3′ 11″ O   | Grotte. (Baudenkmalgruppe: Jagdschloss Baum)                            |                              | 36817830 | BW             |
| Jagdschloß Baum 52° 19′ 47″ N, 9° 3′ 5″ O    | Park. (Baudenkmalgruppe: Jagdschloss Baum)                              | Landschaftspark              | 36817349 | BW             |
| Jagdschloß Baum 52° 19′ 49″ N, 9° 3′ 3″ O    | Portal. (Baudenkmalgruppe: Jagdschloss Baum)                            | westliches Portal            | 36818122 | BW             |
| Forst Baum 52° 19′ 34″ N, 9° 3′ 8″ O         | Mausoleum                                                               | Mausoleum für Graf Wilhelm   | 36817572 |                |
| Forsthaus Baum 52° 19′ 52″ N, 9° 3′ 5″ O     | Forsthaus Baum                                                          | Baudenkmalgruppe             | 36800556 | BW             |
| Forsthaus Baum 52° 19′ 51″ N, 9° 3′ 7″ O     | Forsthaus. (Baudenkmalgruppe: Forsthaus Baum)                           |                              | 36817509 | BW             |
| Forsthaus Baum 52° 19′ 51″ N, 9° 3′ 5″ O     | Scheune. (Baudenkmalgruppe: Forsthaus Baum)                             |                              | 36817443 | BW             |
| Forsthaus Baum 52° 19′ 52″ N, 9° 3′ 4″ O     | Stall. (Baudenkmalgruppe: Forsthaus Baum)                               |                              | 36817465 | BW             |
| Forsthaus Baum 52° 19′ 53″ N, 9° 3′ 5″ O     | Gasthaus. (Baudenkmalgruppe: Forsthaus Baum)                            |                              | 36817487 | BW             |
| Forst Baum 52° 18′ 45″ N, 9° 1′ 52″ O        | Mausoleum                                                               | Mausoleum für Gräfin Juliane | 36817551 |                |
| Forsthaus Rusbend 52° 19′ 21″ N, 9° 4′ 17″ O | Hofanlage Forsthaus Rusbend                                             | Baudenkmalgruppe             | 36800570 | BW             |
| Forsthaus Rusbend 52° 19′ 21″ N, 9° 4′ 17″ O | Hofanlage (Baukomplex). (Baudenkmalgruppe: Hofanlage Forsthaus Rusbend) |                              | 36817421 | BW             |
| Am Schäferhof 1 52° 18′ 28″ N, 9° 3′ 29″ O   | Wohn-/Wirtschaftsgebäude                                                |                              | 36816514 | BW             |
| Hackshorst 52° 20′ 25″ N, 9° 2′ 5″ O         | Wohn-/Wirtschaftsgebäude                                                |                              | 36817401 | BW             |
| Meinser Kämpen 3 52° 18′ 37″ N, 9° 2′ 55″ O  | Wohn-/Wirtschaftsgebäude                                                |                              | 36817223 | BW             |

## Scheie
| Lage                                       | Bezeichnung                                                        | Beschreibung     | ID       | Bild |
| ------------------------------------------ | ------------------------------------------------------------------ | ---------------- | -------- | ---- |
| Dorfstraße 5 52° 16′ 35″ N, 9° 3′ 10″ O    | Hofanlage Dorfstraße 5                                             | Baudenkmalgruppe | 36800686 | BW   |
| Dorfstraße 5 52° 16′ 36″ N, 9° 3′ 11″ O    | Hofanlage (Baukomplex). (Baudenkmalgruppe: Hofanlage Dorfstraße 5) |                  | 36816492 | BW   |
| Dorfstraße 6 52° 16′ 33″ N, 9° 3′ 9″ O     | Wohn-/Wirtschaftsgebäude                                           |                  | 36816472 | BW   |
| Hauptstraße 52° 16′ 39″ N, 9° 3′ 19″ O     | Kriegerdenkmal                                                     |                  | 36816450 | BW   |
| Hauptstraße 5 52° 16′ 31″ N, 9° 3′ 17″ O   | Einfriedung                                                        |                  | 36818584 | BW   |
| Hauptstraße 5 52° 16′ 30″ N, 9° 3′ 17″ O   | Wohn-/Wirtschaftsgebäude                                           |                  | 36816429 | BW   |
| Hauptstraße 7 52° 16′ 32″ N, 9° 3′ 15″ O   | Wohn-/Wirtschaftsgebäude                                           |                  | 36816408 | BW   |
| Hauptstraße 7 52° 16′ 32″ N, 9° 3′ 17″ O   | Einfriedung                                                        |                  | 36818523 | BW   |
| Hauptstraße 7 52° 16′ 32″ N, 9° 3′ 17″ O   | Toreinfahrt                                                        |                  | 36818692 | BW   |
| Hauptstraße 20 52° 16′ 32″ N, 9° 3′ 18″ O  | Wohn-/Wirtschaftsgebäude                                           |                  | 36816387 | BW   |
| Hauptstraße 20 52° 16′ 32″ N, 9° 3′ 18″ O  | Anbau (Gebäudeteil)                                                |                  | 36818672 | BW   |
| Im Rumor 8 52° 16′ 29″ N, 9° 3′ 7″ O       | Wohn-/Wirtschaftsgebäude                                           |                  | 36816366 | BW   |
| Im Rumor 8 52° 16′ 29″ N, 9° 3′ 8″ O       | Stallanbau                                                         |                  | 36818404 | BW   |
| Im Rumor 9 52° 16′ 28″ N, 9° 3′ 8″ O       | Wohn-/Wirtschaftsgebäude                                           |                  | 36816345 | BW   |
| Im Rumor 9 52° 16′ 28″ N, 9° 3′ 7″ O       | Pflasterung                                                        |                  | 36818712 | BW   |
| Im Rumor 9 52° 16′ 28″ N, 9° 3′ 7″ O       | Einfriedung                                                        |                  | 36818543 | BW   |
| Mittelstraße 3 52° 16′ 38″ N, 9° 3′ 12″ O  | Wohn-/Wirtschaftsgebäude                                           |                  | 36816324 | BW   |
| Mittelstraße 3 52° 16′ 37″ N, 9° 3′ 13″ O  | Scheune                                                            |                  | 36816304 | BW   |
| Niedernfeldweg 6 52° 16′ 40″ N, 9° 3′ 2″ O | Hofanlage Niedernfeldweg 6                                         | Baudenkmalgruppe | 36800700 | BW   |
| Niedernfeldweg 6 52° 16′ 40″ N, 9° 3′ 0″ O | Scheune. (Baudenkmalgruppe: Hofanlage Niedernfeldweg 6)            |                  | 45080315 | BW   |
| Niedernfeldweg 6 52° 16′ 41″ N, 9° 3′ 1″ O | Werkstatt. (Baudenkmalgruppe: Hofanlage Niedernfeldweg 6)          |                  | 45080263 | BW   |
| Niedernfeldweg 6 52° 16′ 40″ N, 9° 3′ 2″ O | Wohnhaus. (Baudenkmalgruppe: Hofanlage Niedernfeldweg 6)           |                  | 36816282 | BW   |
| Niedernfeldweg 6 52° 16′ 39″ N, 9° 3′ 3″ O | Einfriedigung. (Baudenkmalgruppe: Hofanlage Niedernfeldweg 6)      |                  | 45080922 | BW   |
| Retholzstraße 1 52° 16′ 33″ N, 9° 2′ 14″ O | Hofanlage "Rethof"                                                 | Baudenkmalgruppe | 36800714 | BW   |
| Retholzstraße 1 52° 16′ 33″ N, 9° 2′ 14″ O | Hofanlage (Baukomplex). (Baudenkmalgruppe: Hofanlage "Rethof")     |                  | 36816259 | BW   |